# الحجفار (جازان)
الحجفار قرية سعودية تتبع مركز السهي بمحافظة صامطة الواقعة بمنطقة جازان جنوب غرب السعودية.